# Districte de Saint-Julien-en-Genevois
El Districte de Saint-Julien-en-Genevois és un dels districtes del departament de l'Alta Savoia, a la regió d'Alvèrnia-Roine-Alps. Té 7 cantons, 72 municipis i té com a cap la sotsprefectura de Saint-Julien-en-Genevois.

## Cantons
- cantó d'Annemasse-Nord
- cantó d'Annemasse-Sud
- cantó de Cruseilles
- cantó de Frangy
- cantó de Reignier-Ésery
- cantó de Saint-Julien-en-Genevois
- cantó de Seyssel (Alta Savoia)